# Faludriga – Nova

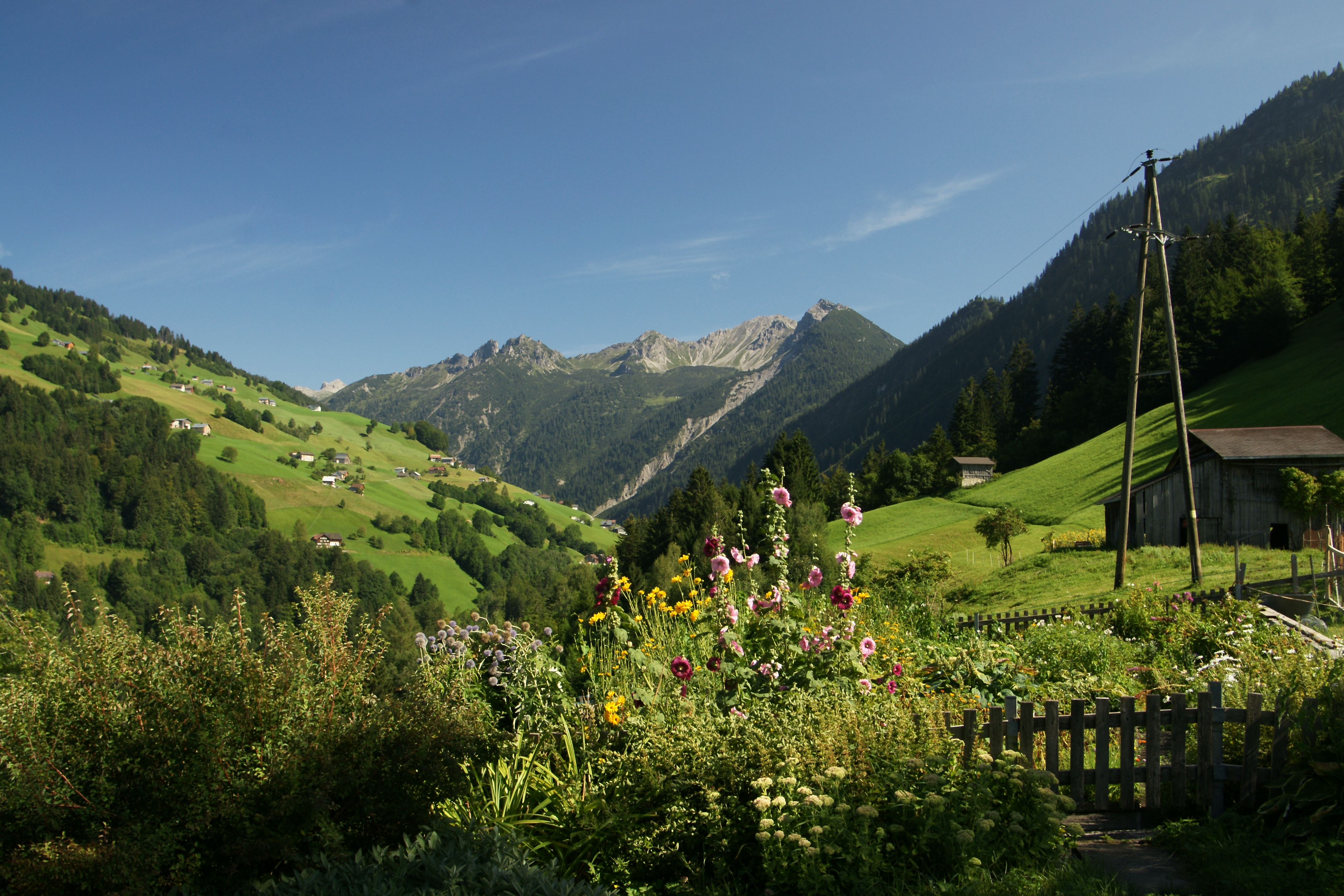
Marul, Raggal, im Hintergrund das NSG Faludriga-Nova

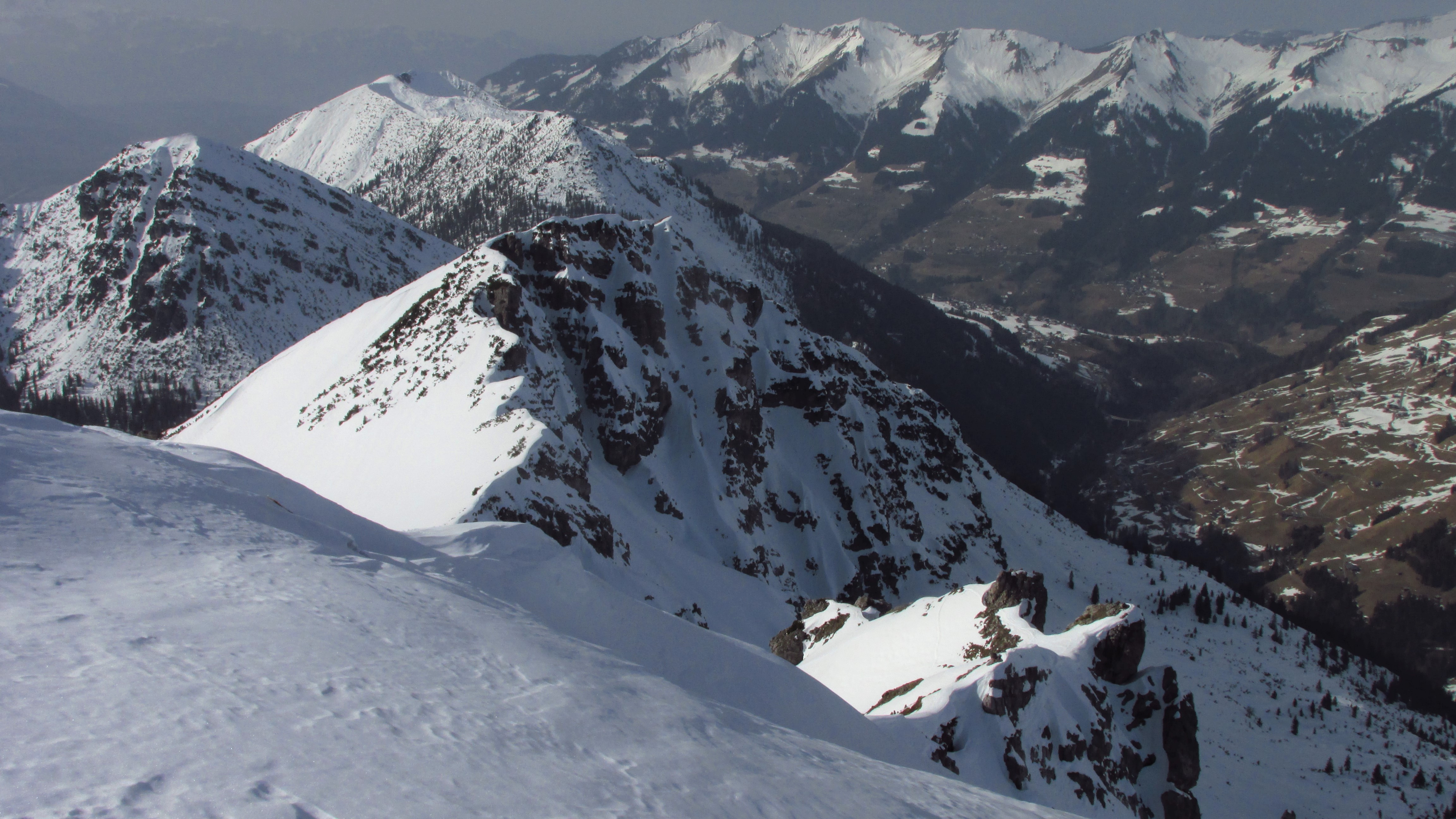
Blick von der Gamsfreiheit nach Nordwesten, die rechten schneebedeckten Hänge im Vordergrund gehören zum NSG Faludriga-Nova

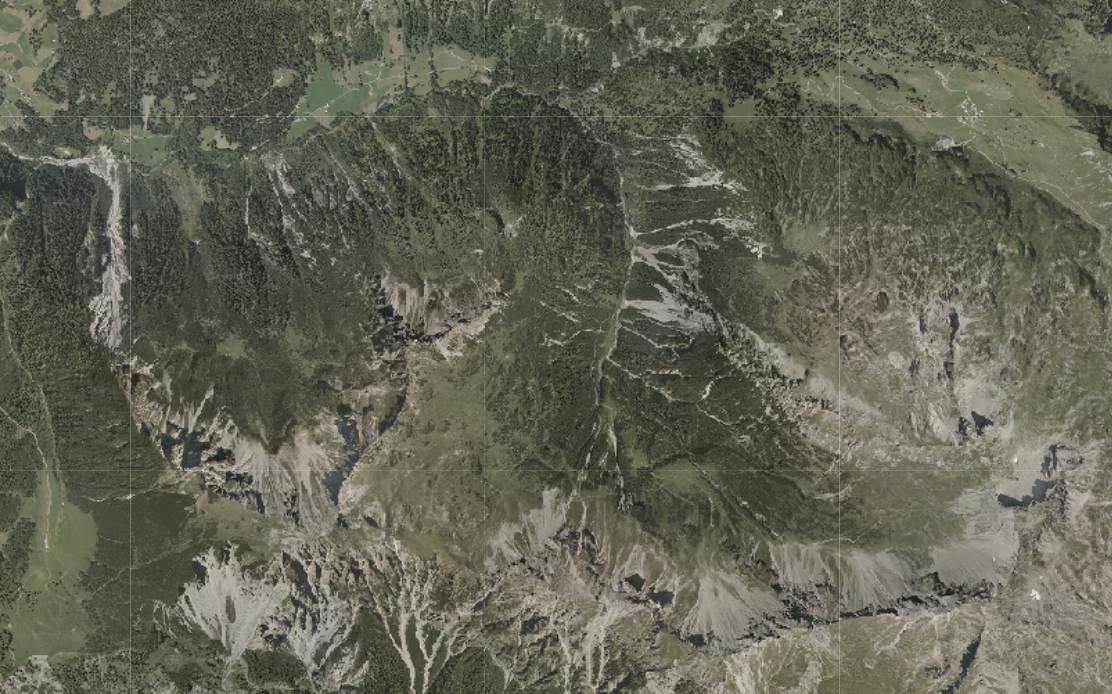
Luftbild des Naturschutzgebietes, oben das Marultal

Das Naturschutzgebiet Faludriga – Nova ist ein Naturschutzgebiet nach dem Vorarlberger Naturschutzrecht in einem unerschlossenen Berggebiet und Hochgebirgstal im Lechquellengebirge.

## Lage
Das Gebiet liegt sehr abgelegen, weit weg vom Massentourismus und von Siedlungen.

### Politische Lage
Das Schutzgebiet liegt politisch in der Gemeinde Raggal, Bezirk Bludenz, im österreichischen Bundesland Vorarlberg. Die West- und Südseite des Schutzgebiets verläuft entlang der Gemeindegrenze.

### Lage nach Region, Tälern und Gewässern
Das Faludrigatal ist ein unbewohntes Seitental des Marultals, das wiederum ein Seitental des Großen Walsertals ist. Auch das Marultal ist nur am Taleingang besiedelt (Raggal und deren Ortschaft Marul). Die entsprechenden Gewässer heißen Faludrigabach, Marulbach oder Lasanggabach und Lutz (Fluss des Großen Walsertals). Die Lutz mündet im Walgau in die Ill.

### Lage nach Gebirge
Das Naturschutzgebiet liegt im westlichen Lechquellengebirge. Umgrenzt wird das Schutzgebiet von der Linie Ottenkopf, Lusgrind, Schwarze Furka, Hanflender, Formarin-Schafberg, Pitschiköpfe, Weißes Rössle, Gamsfreiheit, Elser Novakopf. Die Nordgrenze liegt ungefähr an der Obergrenze des Hochwaldes, einige hundert Meter südlich des Marulbachs. Das Gebiet ist in zwei Kammern gegliedert, westlich die Nova, östlich das Faludrigatal. dazwischen eine kurze Bergkette von der Gamsfreiheit zur Novaspitze. Über den dazwischen liegenden Bergsattel Fürkele oder Nova Fürkele führt ein Wanderweg.

### Lage in Bezug auf Schutzgebiete
Das Naturschutzgebiet liegt in der Kernzone des UNESCO-Biosphärenparks Großes Walsertal. Biotopmäßig nach dem Biotopinventar Vorarlberg gehört es zum Großraumbiotop Nova - Faludriga, dieses ist mit 1268,49 ha etwas größer als das Schutzgebiet und reicht hinunter bis zum Marulbach.
Die Weißzone Faludriga-Nova nach dem Vorarlberger Inventar Weißzone ist etwa deckungsgleich mit dem Großraumbiotop.

## Beschreibung
Das Schutzgebiet befindet sich in einem der wenigen größeren Seitentäler Vorarlbergs, das nicht mit Forst- und Güterwegen erschlossen ist. Ein Viertel des Schutzgebiets sind naturnah und sehr extensiv genutzte Alpflächen. Die geringe Bestückung der Weiden darf zudem nur mit Galtvieh (weibliche Rinder bis zur ersten Abkalbung sowie Stiere und Ochsen unter zwei Jahren) erfolgen. Die restlichen drei Viertel bestehen aus beinahe unberührter Natur, Latschenwäldern, Stauden, Schutthängen mit Pionierzwergstrauchheiden, hochalpinen Grasflächen und Felsfluren. Besonderheiten sind die aufkommenden Lavendelweiden (Salix eleagnos) und Areale mit Bergblasenfarn (Cystopteris montana).
Das Quellsystem nördlich der Faludrigaalpe besteht aus mehreren Quellen nebeneinander mit Schüttungen. Das Wasser fließt über Felsstufen und sammelt sich im Bett des Faludrigabaches. 
Der Bach verläuft im obersten Teil relativ flach, hier gibt es artenreiche Schotterfluren. Der untere Teil des Baches hat mehr Gefälle, kleine Wasserfälle und Kolke.
Die beiden Alpen im Gebiet tragen durch ihre traditionelle und sehr extensive Alpbewirtschaftung zur Biotoperhaltung bei. So sorgt beispielsweise das Schwenden von Latschen für ein optimales Äsungs- und Deckungsverhältnis und ist deshalb im Gebiet erwünscht.
Das Schutzgebiet ist ein wichtiger Lebensraum sowie eine Ruhezone für große und kleinere Wildtiere: 
- Rothirsch (Cervus elaphus)
- Alpensteinbock (Capra ibex)
- Gams oder Alpengams (Rupicapra rupicapra)
- Europäisches Reh (Capreolus capreolus)
- Alpenmurmeltier (Marmota marmota)[2]
- Schneehase (Lepus timidus)[3]
- Birkhuhn (Lyrurus tetrix)[2]
- Kolkraben (Corvus corax)
- Alpendohle (Pyrrhocorax graculus)
- Steinadler (Aquila chrysaetos)
- Bartgeier (Gypaetus barbatus)
- Alpen-Schneehuhn (Lagopus muta)[3]

Folgende gefährdete Pflanzenarten sind hier heimisch:
- Weißtanne (Abies alba)
- Sommer-Linde (Tilia platyphyllos)
- Gewöhnliches Katzenpfötchen (Antennaria dioica)
- Schwarzviolette Akelei (Aquilegia atrata)
- Davall-Segge (Carex davalliana)
- Saum-Segge (Carex hostiana)
- Gelber Frauenschuh (Cypripedium calceolus)
- Schwalbenwurz-Enzian (Gentiana asclepiadea)
- Frühlings-Enzian (Gentiana verna)
- Mehl-Primel (Primula farinosa)
- Zwerg-Baldrian (Valeriana supina)[2]

## Rechtsgrundlage
Das Gebiet ist seit über hundert Jahren im Besitz der Familie Baron von Gemmingen-Hornberg. Derzeit ist Eberhard Baron von Gemmingen-Hornberg der Grundeigentümer. Er ist Jäger und setzt sich besonders für den Erhalt der Lebensräume für Wildtiere ein, insbesondere für die Gämse. Er initiierte auch die Ausweisung als Naturschutzgebiet.
Rechtsgrundlage ist die Verordnung der Landesregierung über das Naturschutzgebiet Faludriga-Nova in Raggal.

## Schutzmaßnahmen
Es ist unter anderem verboten, Pflanzen durch Säen oder Anpflanzen einzubringen, sowie Pflanzen oder Pflanzenteile zu entfernen, auch Blumen pflücken ist verboten.
Es gilt ein strenges Wegegebot, die Wanderwege und Bergsteigerrouten dürfen nicht verlassen werden. Skitourengeher müssen sich an die gekennzeichneten Routen halten. Mountainbiken ist generell verboten. Für Hunde besteht Leinenpflicht.
Verboten sind weiters unnötigen Lärm zu erregen, zu kampieren, zu biwakieren, Feuer anzufachen oder Abfälle zurückzulassen.
Überflüge jeder Art müssen eine Mindesthöhe von 300 m einhalten.

## Jagd
Das Jagdrevier EJ Faludriga-Nova ist beinahe deckungsgleich mit dem Schutzgebiet. Der Erhalt des Lebensraumes für die Wildtiere war ein wichtiger Grund für die Errichtung des Naturschutzgebietes. Es gilt hier ein eigenes wildschonendes Jagdkonzept mit dem Ziel, den Jagddruck auf die Wildtiere räumlich und zeitlich zu verringern. Das Jagdgebiet wird hierfür in drei Zonen eingeteilt, Ruhe-, Intervall- und Regulierungszone. Die Ruhezone wird ganzjährig nicht bejagt, während in der Intervallzone dreimal im Jahr für jeweils eine Woche die Bejagung möglich ist. Die Regulierungszone dient dem Erreichen der geforderten Mindestabschüsse. In ihr gelten die regulären Schonzeiten aus dem Jagdgesetz. Als Resultat der Zonierung werden, aufgrund der geringen Größe der Regulierungszone, 90 % der Revierfläche mit wenigen Ausnahmen das ganze Jahr über nicht bejagt. Dadurch sind Gämse und Rothirsche mehr tagaktiv und besser beobachtbar.